# فيدات ايرينسين
فيدات ايرينسين (بالألمانية: Vedat Erincin)‏ هو كاتب ومؤلف وممثل ألماني وتركي، ولد في 1957 بإسطنبول في تركيا.

## أعمال

### أفلام
- (2010) الشهادة[3]
- (2014) أخطر الرجال المطلوبين[4][5]

## وصلات خارجية
- فيدات ايرينسين على موقع IMDb (الإنجليزية)
- فيدات ايرينسين على موقع ألو سيني (الفرنسية)
- فيدات ايرينسين على موقع قاعدة بيانات الفيلم (الإنجليزية)
- فيدات ايرينسين على موقع كينوبويسك (الروسية)